# Halsholmen (vid Onas, Borgå)
Halsholmen är en ö i Finland. Den ligger i Finska viken och i kommunen Borgå i landskapet Nyland, i den södra delen av landet. Ön ligger omkring 33 kilometer öster om Helsingfors.
Öns area är 12,2 hektar och dess största längd är 0,7 kilometer i nord-sydlig riktning.